# Montfortella
Montfortella es un género de foraminífero bentónico de la subfamilia Cibicidinae, de la familia Cibicididae, de la superfamilia Planorbulinoidea, del suborden Rotaliina y del orden Rotaliida. Su especie tipo es Montfortella bramlettei. Su rango cronoestratigráfico abarca desde el Plioceno hasta la Actualidad.

## Clasificación
Montfortella incluye a las siguientes especies:
- Montfortella bramlettei